# Centralna Biblioteka Wojskowa
Centralna Biblioteka Wojskowa im. Marszałka Józefa Piłsudskiego (CBW) – główna biblioteka resortu obrony narodowej, z siedzibą przy ul. Ostrobramskiej 109, w dzielnicy Praga-Południe w Warszawie. Pełni funkcję biblioteki wiodącej w zakresie specjalizacji zbiorów dotyczących nauki wojennej, sił zbrojnych i techniki wojskowej.

## Historia
Biblioteka została powołana rozkazem Ministra Spraw Wojskowych 13 czerwca 1919. W okresie II Rzeczypospolitej funkcję dyrektora CBW pełnili ppłk dr Marian Łodyński od 1919 do 1933 i Jan Niezgoda od 1933 do 1939.
W czasie II wojny światowej Biblioteka utraciła 99% swoich zbiorów (406 tys. z 409 tys. jednostek). 
W latach 1983–1991 Centralna Biblioteka Wojskowa nosiła imię płk. Zbigniewa Załuskiego. Decyzją Ministra Obrony Narodowej nr 518/MON z dnia 9 listopada 2007 r. Centralna Biblioteka Wojskowa otrzymało imię Marszałka Józefa Piłsudskiego.
Decyzją Ministra Obrony Narodowej nr 87/MON z dnia 25 lutego 2008 r. 13 czerwca został ustanowiony dorocznym świętem Centralnej Biblioteki Wojskowej.

## Dyrektorzy CBW
- ppłk dr Marian Łodyński (1919–1933)
- mjr dr Jan Niezgoda (1933–1939)
- mjr Tadeusz Makowski (1945–1951)
- płk Tadeusz Kędzierski (1957–1960)
- płk Józef Sulimowicz (1960–1972)
- płk Lucjan Jaworski (1972)
- płk Stanisław Korman (1972–1982)
- płk dr Henryk Żambo (1982–1988)
- kmdr Stanisław Wrzeszcz (1988–1990)
- płk dr hab. Kazimierz Łastawski (1990–1997)
- płk dr Krzysztof Komorowski (1997–2003)
- płk dr Andrzej Wesołowski (2003–2006)
- dr hab. Aleksandra Skrabacz (2006–2013)
- dr Jan Tarczyński (od 2013)

## Siedziby CBW
- Pałac Pod Blachą
- Gmach sądów wojskowych przy placu Saskim (1925–1927)
- Generalny Inspektorat Sił Zbrojnych, Al. Ujazdowskie 1/3 (1927–1939)
- Muzeum Wojska Polskiego w Warszawie, Al. Jerozolimskie 3 (1945–1946)
- Wojskowy Instytut Geograficzny, Al. Jerozolimskie 97 (1946–1950)
- al. Szucha 12a (1950–1991)

## Zbiory
Księgozbiór CBW liczy ok. 771 000 jednostek bibliotecznych i jest unikatowy w dziedzinie wojskowości. Obejmuje:
- 403 500 druków zwartych;
- 177 000 czasopism polskich i zagranicznych (483 tytuły, w tym 143 tytuły zagraniczne z 17 krajów);
- 181 000 zbiorów specjalnych (starodruków, rękopisów, fotografii, druków ulotnych, map, dokumentów życia wojskowego).

Centralna Biblioteka Wojskowa administruje i zarządza  Cyfrową Biblioteką Wojskową "Zbrojownia".
Obok materiałów dziedzinowych na temat obronności, bezpieczeństwa międzynarodowego, historii wojskowej CBW gromadzi wydawnictwa z zakresu politologii, stosunków międzynarodowych, zarządzania, marketingu, ekonomii, prawa, ekologii, a także prace przydatne w dydaktyce uczelni wojskowych i cywilnych. CBW zajmuje się udostępnianiem materiałów natowskiej Organizacji ds. Nauki i Technologii w obszarze obronności i bezpieczeństwa (NATO Science and Technology Organization, NATO STO), natowskiego Centrum ds. Badan Morskich i Eksperymentów (Centre for Maritime Research and Experimentation, CMRE) oraz Europejskiej Agencji Obrony (European Defence Agency, EDA).
Dyrektorem biblioteki jest dr Jan Tarczyński.
W 2009 została odznaczona Złotym Medalem „Zasłużony Kulturze Gloria Artis”.

## Dary
Najważniejszymi darczyńcami były postaci związane ze środowiskiem na emigracji w Wielkiej Brytanii – Józef Tomankiewicz i Wacław Wybraniec, którzy podarowali Bibliotece ok. 7 tys. woluminów.
Największą darowizną krajową była otrzymana w 1999 r. kolekcja gen. Józefa Kuropieski, licząca ok. 3 tys. woluminów, a w 2002 r. spuścizna po redaktorze Jerzym Ślaskim, licząca ok. 2 tys. woluminów. W 2000 r. Hanna Szlenkier przekazała z Londynu do CBW obszerny zbiór dokumentów oraz mikrofilmów dotyczących historii lotnictwa polskiego w Wielkiej Brytanii w czasie drugiej wojny światowej.